# Inui Tai
Inui Tai (jap. 乾太; * 3. Januar 1929 in Tatsuno, Präfektur Hyōgo; † Januar 2023) war ein japanischer Holzschnittkünstler. Er gehörte zur Sosaku-Hanga-Bewegung (Creative Print Movement).

## Leben und Werk
Inui Tai wächst behütet in einem bescheidenen, ländlichen Umfeld auf. Seine Kindheit ist von sittlicher Tradition geprägt. Der Zweite Weltkrieg ergreift nicht nur die städtischen Zentren, sondern auch vom 20. Jahrhundert fast unversehrte Gegenden. Inui Tai erlebt die Kriegsjahre als Zeit der großen Entbehrungen. Darüber hinaus sieht er sich dem Verlust einer gelebten Kultur ausgeliefert. Noch als Schüler weigert er sich, diesen Verlust einfach hinzunehmen.
Unter dem Einfluss der Schriften von Okakura Kakuzō (1862–1913) und vor allem von Yanagi Soetsu (1889–1961) beginnt er sich für Kulturgeschichte zu interessieren. Mit der Absicht das Vergangene für die Zukunft zu bewahren, trägt er traditionelle Alltagsgegenstände vor allem aus Holz zusammen. Als 14-Jähriger beginnt er eine Ausbildung in der traditionellen Werkstatt des Künstlers Nomura Tadashi. Von ihm erhält er den ersten Unterricht im Holzschnitzen. Daneben beschäftigt er sich auf eigene Faust mit der Malerei und Kalligraphie des 18. und 19. Jahrhunderts. Tiefen Eindruck hinterlässt die elitäre Literaten-Malerei. Von akademischer Manier und Anpassung befreite Kunst-Desperados und kultivierte Exzentriker. Sie konfrontieren eine idealisierte Vergangenheit mit ihrer eigenen Gegenwart.
1945 ist für Inui Tai das Jahr der Entscheidung. In Kyoto – im Museum für moderne Kunst – wird er unerwartet von einem monumentalen Stellschirm (1,7 × 5,3 m) erschüttert, erfasst und verschlungen. Die darauf montierten 24 grob gehauenen Holzschnitte von Munakata Shiko (1903–1975) widersetzen sich der gewohnten Ästhetik des Holzschnittes radikal, das gigantische Format ist überwältigend und das in der japanischen Tradition verankerte Bildmedium des Stellschirms wirkt verfremdend. Im jungen Inui Tai vermengen sich Schock und Offenbarung. Er beschließt Künstler zu werden; will Holzschnitte herstellen. Um die Klarheit seines Entschlusses nicht zu trüben und seinen eigenen Weg gehen zu können, verzichtet er auf künstlerischen Unterricht; schließt sich nie einer Künstlergruppe an. Er nimmt später auch nie selber Schüler an, obwohl er mehrfach angefragt wird. Abhängigkeiten lehnt er ab.
Die Jahre von 1945 bis 1949 sind die Jahre jugendlicher Besessenheit und der ersten Schaffenskraft. Der Erfolg und die öffentliche Anerkennung, die mit der ersten Ausstellung im Kunstmuseum in Himeji von 1949 einsetzt, geben ihm recht. Er erhält den Kulturpreis der Stadt Himeji und den Kunstpreis der Erziehungsbehörde, den er auch in den fünf (!) darauf folgenden Jahren für seine Ausstellungen erhält.
Die Bildwelt, die Inui Tai dem Betrachter vorführt, lässt sich in drei große Gruppen unterteilen: Landschaften, Volksfeste und Poesie-Bilder.
Inui Tai ist ein Meister der Fülle. Leere als Mittel der Raumgestaltung, gerade in der Landschaftsmalerei, interessiert ihn nicht. In seinen Landschaften tummeln sich Menschen, Tiere, Fahrzeuge, Schiffe ruhelos. Dem Betrachter wird gemütliche Beschaulichkeit verwehrt. Dass der Künstler waghalsige Perspektiven wählt, unterstreicht diesen Eindruck zusätzlich.
Der Eindruck der Ruhelosigkeit verfestigt sich in häufig wiederkehrenden Darstellungen von Volksfesten. Ländliche Schrein- oder Tempel-Feste, die auf archaische Fruchtbarkeitsriten zurückgehen. Bis in die Gegenwart sind sie von ungezügelter Ausgelassenheit geprägt. Diese Volksfeste werden von Tänzen und Gelagen begleitet und gipfeln im festlichen Umzug mit Schreinen, die von jungen Männern (oder Frauen) mit lauten, rhythmischen Rufen durch die Straßen getragen werden. Inui Tai begeistert sich für die Ruhelosigkeit, die Strenge der Tradition, das rauschhafte Erleben der Gemeinschaft und lässt in seinen Volksfestdarstellungen die Menschmengen aufmarschieren und türmt sie zu atemberaubenden Landschaften auf.
Wie bewusst und humorvoll sich Inui Tai mit Vergangenheit und Gegenwart auseinandersetzt, wird in seinen Poesie-Bildern deutlich. In diesen ineinander gewobenen Bild-Text-Kompositionen, bedient er sich aus dem Fundus der klassischen (oder auch modernen) Dichtung. Die Verse setzt er den Bildern seiner eigenen Gegenwart gegenüber. Dabei können anregende Irritationen und Unsicherheiten entstehen. Tradition und Vergangenheit sind im Werk von Inui Tai nicht „die gute alte Zeit“, sondern immer auch ein Teil der Gegenwart.

## Auszeichnungen und Einzelausstellungen (Auswahl)
- 1949 Kulturpreis der Stadt Himeji
- 1949 Kunstpreis der Erziehungsbehörde von Hyogo (ebenfalls 1950–1954)
- 1974 Motomachi Gallery in Kōbe
- 1975 Kunstmuseum in Himeji
- 1976 Akatombo Gallery in Tatsuno
- 1981 Ausstellung im eigenen Atelier in Tatsuno
- 1987 Kunstmuseum Himeji (Präfektur Hyogo)
- 1989 Kunstmuseum Himeji (Präfektur Hyogo)
- 1992 Sanyo Gallery in Himeji
- 2002 Kulturpreis der Stadt Tatsuno
- 2002 Tomoshibi Kulturpreis der Präfektur Hyogo

## Öffentliche Sammlungen (Auswahl)
- National Gallery of Australia, Canberra, Australien
- Helen Foresman Spencer Museum of Art, Kansas, USA
- Kunstmuseum der Präfektur Hyogo, Japan
- Hirohata Bibliothek in Himeji